# Kanyam
Kanyam – gaun wikas samiti we wschodniej części Nepalu w strefie Meći w dystrykcie Ilam. Według nepalskiego spisu powszechnego z 2001 roku liczył on 1408 gospodarstw domowych i 7190 mieszkańców (3547 kobiet i 3643 mężczyzn).